# Пожар на станции «Кингс-Кросс Сент-Панкрас»

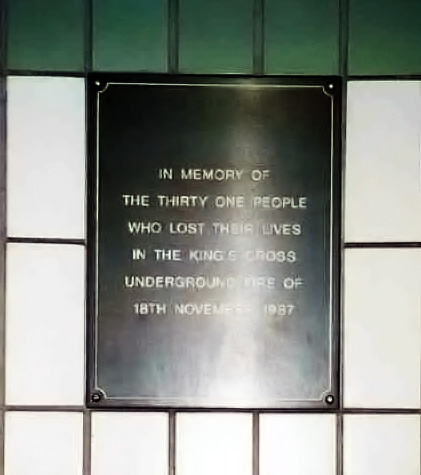
Мемориальная доска на станции в память о погибших

Пожар на станции «Кингс-Кросс Сент-Панкрас» Лондонского метрополитена произошёл 18 ноября 1987 года около 19:30 по Лондонскому времени. Станция обслуживалась поездами линий Северной, Пикадилли и Виктория (глубокие платформы), а также линии Метрополитен (надземно-подземная платформа); пожар начался под деревянным эскалатором, обслуживавшим линию Пикадилли. В 19:45 волна огня прокатилась по эскалатору в зал с билетными кассами, в результате чего от ожогов и отравления угарным газом погиб 31 человек, и ещё около ста пострадали.
Расследование шло с февраля по июнь 1988 года. Следователи дважды проводили натурный эксперимент по поджогу эскалатора, пытаясь сначала определить возможность самого возгорания под эскалатором, а затем проверить результаты компьютерного моделирования того, как возникла огненная стена. Расследование установило, что причиной возгорания стала брошенная под эскалатор кем-то из посетителей метро горящая спичка. В результате возгорания мусора возникло пламя, которое пробилось на поверхность эскалатора, а в связи с особой конструкцией оно стало ложиться на ступени, нагревая всю поверхность, и пробило себе дорогу в зал с билетными кассами. Следователями был установлен так называемый эффект траншеи, ранее неизвестный специалистам по пожарной безопасности и открытый только путём компьютерного моделирования.
Руководство Лондонского метро подверглось критике за то, что не обеспечило пожарную безопасность: никаких мер по обеспечению безопасности не предпринималось, поскольку пожары в Лондонском метро были обыденным делом и доселе не отнимали жизни людей, на запрет курения в метро закрывали глаза, а спасатели не участвовали в учениях по эвакуации пассажиров. В результате расследования высшее руководство Лондонского метрополитена и компании London Regional Transport было уволено, а правила пожарной безопасности значительно ужесточены. В частности, все деревянные эскалаторы заменили металлическими.

## Пожар
На станции Кингс-Кросс находятся два вида платформ: наземно-подземные платформы (англ. subsurface platforms) — Метрополитен, Кольцевая, Хаммерсмит-энд-Сити — и глубокие платформы (англ. Deeper underground) — Северная, Пикадилли и Виктория. Эскалаторы соединяли платформы линий Пикадилли и Виктория, а оттуда можно было попасть на платформы железнодорожной станции Кингс-Кросс-Темзлинк поездами компании Midland City, следовавшими к станциям Моргейт, или выйти на Пентонвилль-роуд.
В 19:30 несколько пассажиров сообщили, что на линии Пикадилли горит эскалатор. Руководство метрополитена и Транспортная полиция Великобритании прибыли и подтвердили факт возгорания, после чего один из полицейских вышел из метро и позвонил в пожарную службу. В 19:36 Лондонская пожарная бригада отправила четыре команды и пожарный подъёмно-спасательный автомобиль с лестницей, однако потушить пожар с помощью огнетушителей было невозможно, поскольку источник возгорания был под ступенями эскалатора, а пожарные не были обучены использовать водомёты. В 19:39 полиция начала эвакуацию по эскалаторам на линии Виктория, а спустя несколько минут несколько членов пожарной бригады спустились в метро и нашли источник возгорания: для его ликвидации они решили использовать водомёты, а для защиты — кислородные маски.
В 19:42 уже весь эскалатор был охвачен пламенем: в верхнюю часть помещений поднимался разогретый до высокой температуры газ, а потолок тоннеля был покрыт более чем 20 слоями штукатурки и краски. Краска стала нагреваться. Руководитель управления Лондонского метрополитена за несколько лет до этого предупреждал, что краска в случае малейшего возгорания может привести к серьёзному пожару, однако коллеги проигнорировали его.
В 19:45 произошла яркая вспышка, и огромный столб огня прорвался по лестнице эскалатора прямо в сторону зала с билетными кассами, а всё помещение заволокло чёрным дымом. В результате ожогов и отравления дымом умерли почти все, кто находился в зале в тот момент. Несколько сотен человек, эвакуированных с эскалатора на линию Виктория, оказались в ловушке. Так, одному пострадавшему от ожогов оказывал помощь констебль Ричард Кукелка (англ. Richard Kukielka), пытаясь эвакуировать его через платформы Midland City, однако ворота, ведущие к запасному выходу, были закрыты. В решающий момент их открыл уборщик. Попавшую в ловушку женщину-полицейского и руководство станции эвакуировали поездом с линии Метрополитен.
На тушение пожара были отправлены 30 пожарных команд численностью более 150 человек, эвакуацию пострадавших обеспечивала Служба скорой помощи Лондона с помощью 14 машин (часть пострадавших была отправлена в больницу Университетского колледжа. Пожар удалось потушить только к 1:46 ночи.

### Жертвы и ущерб
Жертвами пожара стали 31 человек, 100 человек были госпитализированы (в том числе 19 с тяжёлыми ожогами или серьёзной степенью отравления дымом и угарным газом). Среди погибших был начальник пожарной бригады Колин Таунсли (англ. Colin Townsley), который одним из первых прибыл на место пожара, но отравился дымом: его тело было найдено в зале билетных касс, где он, как предполагается, пытался помочь серьёзно обгоревшему человеку. 22 января 2004 года было установлено имя последнего погибшего: 73-летний Александр Фаллон из Фолкирка долгое время числился под именем «Майкл» или «Тело 115».
Зал с билетными кассами и платформы на линии Метрополитен не пострадали и открылись на следующее утро, а линия Виктория и её эскалаторы были незначительно повреждены и возобновили работу в четверг. Зал с билетными кассами, обслуживавший три другие линии, находился на ремонте в течение четырёх недель. Три эскалатора на линии Пикадилли не подлежали восстановлению, а на установку новых эскалаторов потребовалось почти полтора года (они были введены в эксплуатацию 27 февраля 1989 года). До этого на линию Пикадилли можно было попасть только через платформы Midland City или через линию Виктория в часы пик и только одним способом. На Северную линию можно было попасть только обходным путём, её эскалаторы соединялись с линией Пикадилли. Поезда Северной линии не останавливались на Кингс-Кросс вплоть до окончания ремонтных работ, а на линии Виктория эскалаторы оставались переполненными. 5 марта 1989 года Северная линия возобновила прежний режим работы.

## Причины и расследование
Несмотря на то, что курение на подземных участках метрополитена было запрещено с февраля 1985 года, после аналогичного инцидента на станции «Оксфорд Серкас» (Oxford Circus) в 1984 году, вероятнее всего причиной пожара на станции «Кингс-Кросс Сент-Панкрас» стала брошенная одним из пассажиров горящая спичка.
Член Парламента Фрэнк Добсон сообщил Палате общин, что количество сотрудников на станции, которая в то время обслуживала 200 000 человек в день, сократилось с 16 до 10 человек, а штат уборщиков сократили с 14 до 2. Таким образом, перед пожаром персонал станции был сокращён на 18 человек.
Главный вопрос, на который предстояло ответить Комиссии по расследованию происшествий, каким образом небольшое пламя за несколько секунд превратилось в смертоносный огненный поток. Комиссия сразу приступила к работе. На сгоревшем эскалаторе эксперты нашли следы 18 небольших возгораний, которые ранее даже не были замечены. Специалисты установили, что вероятнее всего пожар начался из-за брошенной спички, которая провалилась между ступенями и упала на слой смазки двигателя эскалатора. Её быстрое воспламенение объясняется тем, что за эскалатором не проводился должный уход, смазка была усыпана использованными билетами, конфетными обёртками, частицами одежды, человеческими волосами и крысиной шерстью. Но как небольшое возгорание превратилось в огненный поток — экспертам оставалось неясным. Была точка зрения, что небольшой пожар на эскалаторе «раздули» воздушные потоки, обусловленные движением поездов на станции, так называемый эффект поршня.
Специалисты из Оксфордского университета смоделировали пожар на компьютере Cray-2 и обнаружили, что пламя не устремляется вверх к потолку как ожидалось, а прижимается к ступеням эскалатора и через 30 секунд устремляется вверх по эскалатору. Чтобы объяснить это явление, группа экспертов построила за городом из аутентичных материалов копию эскалатора и кассового зала. Поначалу возгорание происходило как обычно, огонь шёл вертикально вверх, но через 7,5 минут характер огня изменился: он сник и начал прижиматься к ступеням эскалатора. Датчики показали, что температура ступеней над пламенем достигла 800 °C, после чего пламя с большой скоростью устремилось вверх. Учёные поняли, что пожар на станции стал возможным при сочетании двух обстоятельств. Вследствие наклона эскалатора на 30° пламя как бы ложится на ступени. Поднимаясь по шахте эскалатора, огонь толкает перед собой невидимый слой жара и газов, который раскаляет ступени, находящиеся выше. После того, как ступени раскаляются до 500—600 °C, они воспламеняются, образуется разрушительный огненный поток, который быстро поднимается по шахте эскалатора. Такое влияние оказало сочетание 30-градусного наклона эскалаторного полотна и узкого прохода эскалатора. Этот эффект стремительного распространения огня вверх по наклонной поверхности получил название «эффект траншеи» (trench effect). Он и стал причиной столь быстрого распространения пожара на станции «Кингс-Кросс Сент-Панкрас».

## Последствия
В отставку отправлено руководство как Лондонского метрополитена, так и организации «Лондонский региональный транспорт». К январю 1990 года все деревянные эскалаторы (кроме эскалаторов на станции «Гринфорд», где они оставались до 10 марта 2014 года) были заменены металлическими. На всех эскалаторах установлены тепловые извещатели и система пожаротушения. Были ужесточены наказания за курение в метрополитене, так как многие курильщики игнорировали это правило.
Сразу после трагедии на станции была установлена памятная доска, на открытии мемориальной плиты присутствовала принцесса Диана.